# Премия «Гойя» за лучший адаптированный сценарий
Премия «Гойя» за лучший адаптированный сценарий (исп. Premio Goya al mejor guión adaptado) — одна из главных номинаций испанской национальной кинопремии «Гойя».
| Год  | Победитель                                                                             | Фильм                                                              |
| ---- | -------------------------------------------------------------------------------------- | ------------------------------------------------------------------ |
| 2016 | Альберто Родригес Рафаэль Кобос                                                        | Человек с тысячью лиц / El hombre de las mil caras                 |
| 2015 | Фернандо Леон де Араноа                                                                | Идеальный день / Un día perfecto                                   |
| 2014 | Хавьер Фессер Кларо Гарсия Кристобаль Руис                                             | Мортадело и Филимон / Mortadelo y Filemón contra Jimmy el Cachondo |
| 2013 | Мариано Барросо Алехандро Эрнандес                                                     | Все женщины / Todas las mujeres                                    |
| 2012 | Хавьер Баррейра Горка Магальон Игнасио дель Мораль Жорди Гасуль Нейл Ландау            | Тэд Джонс и Затерянный город / Las aventuras de Tadeo Jones        |
| 2011 | Анхель де ла Крус Игнасио Феррерас Пако Рока Росанна Сеччини                           | Морщинки / Arrugas                                                 |
| 2010 | Агусти Вильяронга                                                                      | Чёрный хлеб / Pa negre                                             |
| 2009 | Хорхе Геррикаэчеваррия Даниэль Монсон                                                  | Камера 211. Зона / Celda 211                                       |
| 2008 | Рафаэль Аскона Хосе Луис Куэрда                                                        | Слепые подсолнухи / Los girasoles ciegos                           |
| 2007 | Феликс Вискаррет                                                                       | Под звёздами / Bajo las estrellas                                  |
| 2006 | Льюис Аркарасо                                                                         | Сальвадор / Salvador (Puig Antich)                                 |
| 2005 | Марсело Пиньейро Матео Хиль                                                            | Метод Грёнхольма / El método                                       |
| 2004 | Хосе Ривера                                                                            | Че Гевара: Дневники мотоциклиста / Diarios de motocicleta          |
| 2003 | Изабель Койшет                                                                         | Моя жизнь без меня / Mi vida sin mí                                |
| 2002 | Адольфо Аристарайн Кэти Сааведра                                                       | Публичные места / Lugares comunes                                  |
| 2001 | Хорхе Хуан Мартинес Хуан Карлос Молинеро Клара Перес Эскрива Лола Сальвадор Мальдонадо | Дикари / Salvajes                                                  |
| 2000 | Фернандо Фернан Гомес                                                                  | Ласаро из Тормеса / Lázaro de Tormes                               |
| 1999 | Рафаэль Аскона Мануэль Ривас Хосе Луис Куэрда                                          | Язык бабочек / La lengua de las mariposas                          |
| 1998 | Луис Мариас                                                                            | Менсака / Mensaka                                                  |
| 1997 | Бигас Луна Кука Канальс                                                                | Горничная с «Титаника» / La camarera del Titanic                   |
| 1996 | Пилар Миро Рафаэль Перес Сьерра                                                        | Собака на сене / El perro del hortelano                            |
| 1995 | Мончо Армендарис Хосе Анхель Маньяс                                                    | Истории Кронена / Historias del Kronen                             |
| 1994 | Иманол Урибе                                                                           | Считанные дни / Días contados                                      |
| 1993 | Хосе Луис Гарсия Санчес Рафаэль Аскона                                                 | Тиран Бандерас / Tirano Banderas                                   |
| 1992 | Франсиско Прада Антонио Ларрета Педро Олеа Артуро Перес-Реверте                        | Учитель фехтования / El maestro de esgrima                         |
| 1991 | Хуан Потау Гонсало Торренте Мальвидо                                                   | Зачарованный король / El rey pasmado                               |
| 1990 | Карлос Саура Рафаэль Аскона                                                            | Ай, Кармела / ¡Ay Carmela!                                         |
| 1989 | Фернандо Труэба Мануэль Матхи Менно Мейхес                                             | Сон безумной обезьяны / El sueño del mono loco                     |
| 1988 | Мануэль Гутьеррес Арагон Антонио Хименес-Рико                                          | Jarrapellos                                                        |